# Trzebiatów
Trzebiatów [tʃɛˈbjatuf] (Duits: Treptow an der Rega) is een stad in het Poolse woiwodschap West-Pommeren, gelegen in de powiat Gryficki. De oppervlakte bedraagt 10,14 km2, het inwonertal 10.144 (2005). Trzebiatów heeft sinds 1277 stadsrechten en ligt aan de rivier de Rega.
Trzebiatów heeft een goed bewaarde historische stadskern. Hier bevindt zich de Mariakerk, een 14de-eeuwse driebeukige hallenkerk in baksteengotiek met een 90 m hoge toren.

## Verkeer en vervoer
- Station Trzebiatów